# عالم نلهو فيه
عالم نلهو فيه (بالإنجليزية: Fun and Fancy Free)‏ هو فيلم رسوم متحركة من انتاج والت ديزني في أمريكا انتد وتم إصداره من قبل RKO Radio Pictures في 27 سبتمبر، 1947. وهو أحد الأفلام التي تعرف باسم «أفلام الحزمة» (فيلم طويل كامل مكون من أجزاء وأفلام قصيرة مختلفة) والتي كانت تنتجها الشركة في الأربعينات. هذا الفيلم هو تاسع فيلم مرسوم من أفلام والت ديزني الكلاسيكية، ورابع فيلم من بين أفلام الحزمة من ديزني.
جزء ميكي والنبتة السحرية من الفيلم كان أخر عمل ليقوم والت ديزني بنفسه بأداء صوت ميكي ماوس، لأنه أصبح مشغولٌ جداً ليقوم بإستكمال تأدية الصوت بنفسه وأيضاً كان مدخناً وسبب ذلك في آذى لرئتيه وصوته. قام ديزني باسبدال نفسه بفنان المؤثرات الصوية جيمي ماكدونالد.

## أسماء مؤدو اصوات الشخصيات
| اسم الشخصية     | اسم الشخصية بالأنجليزية | مؤدي الصوت بالدبلجة العربيّة                 | مؤدي الصوت الأصليّ (بالإنجليزيّة) |
| --------------- | ----------------------- | ------------------------------------------- | ------------------------------- |
| جيميني جدجد ليل | Jiminy Cricket          | عهدي صادق                                   | Cliff Edwards                   |
| أدجار بيرجن     | Edgar Bergen            | أحمد خليل                                   | Edgar Bergen                    |
| شارلي ماكارثي   | Charlie McCarthy        | سيد الرومي                                  | Edgar Bergen                    |
| مورتيمور سنيد   | Mortimer Snerd          | عادل خلف                                    | Edgar Bergen                    |
| لوانا باتين     | Luana Patten            | خلود عمر                                    | Luana Patten                    |
| دينا شور        | Dinah Shore             | جيهان الناصر                                | Dinah Shore                     |
| ميكي ماوس       | Mickey Mouse            | أشرف سويلم                                  | Walt Disney                     |
| بطوط            | Donald Duck             | وائل منصور (speaking) محمد الصاوي (singing) | Clarence Nash                   |
| بندق            | Goofy                   | محمد وليد                                   | Pinto Colvig                    |
| ويللي العملاق   | Willie the Giant        | مظهر عبد المنعم                             | Billy Gilbert                   |
| الهارب الغنائية | Singing Harp            | جاكلين رفيق                                 | Anita Gordon                    |

## روابط خارجية
- عالم نلهو فيه على موقع IMDb (الإنجليزية)
- عالم نلهو فيه على موقع ميتاكريتيك (الإنجليزية)
- عالم نلهو فيه على موقع روتن توميتوز (الإنجليزية)
- عالم نلهو فيه على موقع نتفليكس (الإنجليزية)
- عالم نلهو فيه على موقع ألو سيني (الفرنسية)
- عالم نلهو فيه على موقع Turner Classic Movies (الإنجليزية)
- عالم نلهو فيه على موقع أول موفي (الإنجليزية)
- عالم نلهو فيه على موقع فيلمافينيتي (الإسبانية)
- عالم نلهو فيه على موقع قاعدة بيانات الأفلام السويدية (السويدية)
- عالم نلهو فيه على موقع قاعدة بيانات الفيلم (الإنجليزية)